# Akodon reigi
Akodon reigi là một loài động vật có vú trong họ Cricetidae, bộ Gặm nhấm. Loài này được González, Langguth, & Oliveira miêu tả năm 1998.